# Chris Stumpf
Chris Stumpf (28 augustus 1994) is een Luxemburgs voetballer. Hij speelt als linksachter.

## Carrière
Stumpf begon zijn profcarrière bij UN Käerjeng 97, waarmee hij drie seizoenen in de Nationaldivisioun speelde. In 2015 degradeerde hij met zijn club naar de Éirepromotioun. Na één seizoen stapte hij over naar reeksgenoot US Hostert, waarmee hij in 2017 terugkeerde naar de Nationaldivisioun. Een jaar later bereikte hij met de club ook de bekerfinale. Stumpf werd tijdens de bekerfinale na 75 minuten vervangen vanwege een blessure. Hostert verloor uiteindelijk na strafschoppen van Racing FC Union Luxemburg.
In 2019 maakte Stumpf de overstap naar landskampioen F91 Dudelange.

## Clubstatistieken
| Seizoen         | Club            | Land               | Competitie        | Competitie | Competitie | Beker | Beker | Supercup | Supercup | Europees | Europees | Totaal | Totaal |
| Seizoen         | Club            | Land               | Competitie        | Wed.       | Dlp.       | Wed.  | Dlp.  | Wed.     | Dlp.     | Wed.     | Dlp.     | Wed.   | Dlp.   |
| --------------- | --------------- | ------------------ | ----------------- | ---------- | ---------- | ----- | ----- | -------- | -------- | -------- | -------- | ------ | ------ |
| 2012/13         | UN Käerjeng 97  | Vlag van Luxemburg | Nationaldivisioun | 3          | 0          | 0     | 0     | —        | —        | —        | —        | 3      | 0      |
| 2013/14         | UN Käerjeng 97  | Vlag van Luxemburg | Nationaldivisioun | 13         | 0          | 1     | 0     | —        | —        | —        | —        | 14     | 0      |
| 2014/15         | UN Käerjeng 97  | Vlag van Luxemburg | Nationaldivisioun | 25         | 0          | 1     | 0     | —        | —        | —        | —        | 26     | 0      |
| 2015/16         | UN Käerjeng 97  | Vlag van Luxemburg | Éirepromotioun    | 5          | 1          | 1     | 0     | —        | —        | —        | —        | 6      | 1      |
| 2016/17         | US Hostert      | Vlag van Luxemburg | Éirepromotioun    | 25         | 1          | 3     | 1     | —        | —        | —        | —        | 28     | 2      |
| 2017/18         | US Hostert      | Vlag van Luxemburg | Nationaldivisioun | 21         | 0          | 5     | 1     | —        | —        | —        | —        | 26     | 1      |
| 2018/19         | US Hostert      | Vlag van Luxemburg | Nationaldivisioun | 25         | 1          | 2     | 0     | —        | —        | —        | —        | 27     | 1      |
| 2019/20         | F91 Dudelange   | Vlag van Luxemburg | Nationaldivisioun | 0          | 0          | 0     | 0     | 0        | 0        | 1        | 0        | 1      | 0      |
| Carrière totaal | Carrière totaal | Carrière totaal    | Carrière totaal   | 117        | 3          | 13    | 2     | 0        | 0        | 1        | 0        | 131    | 5      |

 Bijgewerkt op 13 juli 2019.
1 Joubert ·
2 Stumpf ·
3 Ewert ·
4 Cools ·
5 Schnell ·
6 Gonzales ·
7 Agović ·
8 Pokar · 
9 Sinani · 
10 Stolz · 
11 Barbosa · 
12 Conti · 
13 Natami ·
15 Delgado ·
16 Lesquoy ·
17 Djetou ·
18 Pomponi ·
19 Bouchentouf ·
20 Garos ·
21 Leveque ·
22 Bernier ·
23 Klapp ·
24 Kirch ·
26 Lavie ·
27 Bettaieb ·
28 Morren ·
30 Kips ·
31 Moutha-Sebtaoui ·
33 Frising ·
34 Bouchouari ·
39 Muratovic ·
44 Skenderović ·
45 Dramé ·
77 Bougrine ·
80 Couto Pinto ·
94 Ouamri ·
98 Mendy ·
Luisi ·
Coach: Crasson